# Romeo Zondervan
Romeo Zondervan (* 3. března 1959, Paramaribo, Surinam) je bývalý nizozemský fotbalový záložník a reprezentant surinamského původu. Mimo Nizozemsko působil na klubové úrovni v Anglii.
Do Nizozemska se Romeo dostal ze Surinamu ve svých šesti letech. Po skončení aktivní hráčské kariéry pracoval jako fotbalový skaut. Má tři syny. Je kvalifikovaným pilotem.

## Reprezentační kariéra
Romeo Zondervan nastoupil v roce 1981 jedenkrát za nizozemský A-tým (Oranje), šlo o kvalifikační zápas 22. února 1981 v Groningenu proti Kypru (výhra 3:0).
Byl členem soupisky nizozemského týmu na Mistrovství Evropy 1980 v Itálii, nezasáhl ale ani do jednoho zápasu.